# Wings Hauser
Wings Hauser (* 12. Dezember 1947 als Gerald Dwight Hauser in Hollywood, Kalifornien; † 15. März 2025 in Santa Monica, Kalifornien) war ein US-amerikanischer Schauspieler, Regisseur und Drehbuchautor.

## Leben und Karriere
Wings Hauser war der Sohn des oscarprämierten Regisseurs und Produzenten Dwight Hauser (1911–1969).
1975 veröffentlichte er für RCA ein Album mit dem Titel Your Love Keeps Me Off The Streets. Für diese LP verwendete er das Pseudonym Wings Livinryte. Erste Aufmerksamkeit als Schauspieler erregte er 1977 in der Rolle des Greg Foster in der Seifenoper Schatten der Leidenschaft. 1991 war er Hauptdarsteller in der kurzlebigen Actionserie Unternehmen Feuersturm (Lightning Force). Gleichzeitig spielte er wiederkehrende Rollen in über einundvierzig Fernsehserien, darunter Beverly Hills, 90210, Mord ist ihr Hobby, Das A-Team und Roseanne.
1983 schrieb er das Drehbuch und fungierte als Produzent für Die verwegenen Sieben mit Gene Hackman in der Hauptrolle. Außerdem bewies er seine Vielseitigkeit mit der Darstellung intensiver, meist exzentrischer Charaktere in Spielfilmen wie Nachtratten, Todesschwadron und Harte Männer tanzen nicht. Zuletzt trat er 2016 schauspielerisch in Erscheinung.
Sein Sohn aus zweiter Ehe, mit Cass Warner Sperling, Cole Hauser, wurde ebenfalls Schauspieler. Seit 2012 war Wings Hauser in vierter Ehe mit Cali Hauser verheiratet. Er hatte eine Tochter, Bright Hauser, aus erster Ehe.
Hauser starb im Alter von 77 Jahren eines natürlichen Todes.

## Filmografie (Auswahl)
- 1978: Dreckige Hunde (Who’ll Stop the Rain)
- 1981: Magnum (Magnum, p.i., Fernsehserie, eine Folge)
- 1982: Nachtratten (Vice Squad)
- 1982: Hausaufgaben (Homework)
- 1983: Der Einsame Kampf der Sarah Bowman (Ghost Dancing, Fernsehfilm)
- 1983: Todesschwadron (Deadly Force)
- 1983: Ein Colt für alle Fälle (The Fall Guy, Fernsehserie, eine Folge)
- 1984: Mutant II (Night Shadows)
- 1984: Eine Frau kann nicht vergessen (Sweet Revenge, Fernsehfilm)
- 1984: Sergeant Waters – Eine Soldatengeschichte (A Soldier’s Story)
- 1985: Flammender Sommer (The Long Hot Summer, Fernsehfilm)
- 1985: Airwolf
- 1985: Das A-Team (Fernsehserie, zwei Folgen)
- 1985: Mord ist ihr Hobby (Fernsehserie, Staffel 2, Folge 6)
- 1986: 3:15 – Die Stunde der Cobras (3:15)
- 1986: Jo Jo Dancer – Dein Leben ruft (Jo Jo Dancer, Your Life Is Calling)
- 1987: Harte Männer tanzen nicht (Tough Guys Don’t Dance)
- 1987: Clint Harris – Mit dem Rücken zur Wand (No Safe Haven)
- 1987: Highwayman (The Highwayman, Pilotfilm)
- 1988: Tote leben länger (Dead Man Walking)
- 1988: The Carpenter
- 1989: Firebase – Blutige Offensive (The Siege of Firebase Gloria)
- 1989: Augen der Lust (Bedroom Eyes II)
- 1990: Ryder (Street Asylum)
- 1991: Beastmaster II – Der Zeitspringer (Beastmaster 2: Through the Portal of Time)
- 1991: Perfect Killer (The Art of Dying)
- 1992: Die Grauenvolle Blutspur des Satans (Mind, Body & Soul)
- 1992: Tödliches Spiel (Frame-Up II: The Cover-Up)
- 1993: Space Rangers (Fernsehserie, eine Folge)
- 1994: Watchers – Die Jagd geht weiter (Watchers III)
- 1995: Die Hölle von San Quentin (Broken Bars)
- 1995: Im Netz der Leidenschaft (Victim of Desire)
- 1999: Der Klub der Kannibalen (Life Among the Cannibals)
- 1999: Insider (The Insider)
- 2005: Monk (Fernsehserie, eine Folge)
- 2010: Rubber
- 2016: Castle (Fernsehserie, Staffel 8, Folge 15)